# Ayana O'Shun
Ayana S.M. O’Shun (née Tetchena Bellange) est une actrice canadienne, née à Montréal. Depuis son premier rôle dans Les Boys 3, elle a joué dans une quarantaine de films et de séries télévisées. Elle tourne aussi des publicités, exerce comme mannequin et joue dans des pièces de théâtre, en français et en anglais. De 2012 à 2015, elle a été l’égérie du Festival International du Film Panafricain de Cannes.

## Biographie
Née à Montréal, Ayana O’Shun se destine d'abord à devenir médecin. Alors qu'elle étudie les sciences, elle découvre sa vocation à travers un cours optionnel sur le cinéma. 
Elle a étudié le cinéma à l’université de Montréal et a suivi les cours de Warren Robertson, connu pour avoir coaché Jessica Lange et Viggo Mortensen. Elle parle couramment le français, l’anglais, le créole et le portugais.
Elle a joué notamment avec Dennis Quaid dans The Day After Tomorrow, avec l'acteur Terrence Howard dans le film Sur la route de Walter Salles, dans la comédie à succès Les 3 P'tits Cochons 2 et dans La Chute de l'empire américain de Denys Arcand. En 2018, elle joue une femme qui subit un harcèlement sexuel dans le film dramatique Cassy de Noël Mitrani.
En 2018, elle joue au théâtre, une infirmière très pieuse, dans la comédie dramatique Le dernier sacrement, mis en scène par Denis Bouchard,,.

### Réalisation documentaire
Ayana O'Shun est aussi réalisatrice de documentaires. 
Son documentaire Les Mains noires, au sujet d’une esclave nommée Angélique accusée d’avoir incendié une partie de Montréal en 1734, a été présenté dans une trentaine de festivals et a rencontré un succès médiatique. 
En février 2023, elle signe son 2e documentaire, Le Mythe de la femme noire, qui met en scène et déconstruit trois stéréotypes qui entourent la femme noire: Jézabel l'hypersexuelle, la femme noire en colère et la nounou qui prend soin. En plus de ces stéréotypes, le documentaire aborde plusieurs enjeux, notamment le racisme, le sexisme ainsi que le profilage racial, et a pour objectif une prise de conscience. En 2023, le film fait notamment partie de la tournée Québec Cinéma au Nouveau-Brunswick les 31 mars et 1er avril, et la réalisatrice est également invitée d'honneur des Rendez-vous des cinémas du monde de Trois-Rivières.

## Filmographie

### Cinéma
- 2004 : The Day After Tomorrow : Jama
- 2009 : Un cargo pour l'Afrique : Belle Mort
- 2012 : Sur la route : femme de Walter
- 2016 : Les 3 P'tits Cochons 2 : Christina
- 2017 : Oscillations : Nicole
- 2018 : La Chute de l'empire américain : mère Jacmel
- 2019 : Cassy : Maya
- 2024 : La Fonte des glaces de François Péloquin (en) : Régine Rousseau

### Télévision
- 2018 : Le Monde magique de Lorenzo : Aria
- 2014-2016 : Les Beaux Malaises : l'infirmière
- 2015 : Nouvelle Adresse (série TV, diffusée sur ICI Radio-Canada Télé): l'infirmière
- 2015 : Jonathan Strange et Mr Norrell (mini-série) : la mère de Stephen
- 2014 : Série noire : New-York girl
- 2013 : Le Gentleman (série télévisée) : Galia
- 2011 : 30 vies : Manon Dubreuil

### Réalisatrice
- 2003 : Virgin Assassins (court-métrage, fiction)[16]
- 2004 : Échos (court-métrage, fiction)[16]
- 2010 : Les Mains noires (documentaire)
- 2010 : Medecins sans résidence (court-métrage, documentaire)[17]
- 2012 : Lazyboy (court-métrage, fiction)[16]
- 2023 : Le Mythe de la femme noire (documentaire)
- 2025 : En Scène (Fiction)
- 2025 : La Fête des pères (documentaire)[18]

### Théâtre
- 2018 : Le Dernier Sacrement, mise en scène Denis Bouchard[19]

## Récompenses
- 2011 : Dikola Award, Festival international du film panafricain de Cannes : pour Les Mains noires (documentaire)
- 2011: Prix du meilleur film étranger au Festival Écrans noirs de Yaoundé au Cameroun pour Les Mains noires (documentaire)[20]